# Eurovision Young Musicians 2020
L'Eurovision Young Musicians 2020 avrebbe dovuto essere la 20ª edizione del concorso musicale a cadenza biennale; la manifestazione si sarebbe dovuta svolgere presso la Piazza Re Tomislao di Zagabria, in Croazia, il 21 giugno 2020 in concomitanza con lo svolgimento della Festa della musica.
Il 18 marzo 2020, l'UER ha annunciato la cancellazione dell'evento a causa della pandemia di COVID-19. La manifestazione è stata poi riorganizzata nel 2022, ospitata dalla città di Montpellier, in Francia.

## Stati partecipanti
Stati che avevano confermato la partecipazione
     Stati che avevano partecipato in passato ma non nel 2020
     Stati che avevano già selezionato l'artista prima della cancellazione dell'evento

Stati che avevano confermato la partecipazione
Stati che avevano partecipato in passato ma non nel 2020
Stati che avevano già selezionato l'artista prima della cancellazione dell'evento

Il 17 febbraio 2020, l'UER ha comunicato la lista dei partecipanti, che prevedeva 11 paesi.
| Stato                   | Artista              | Strumento  | Brano |
| ----------------------- | -------------------- | ---------- | ----- |
| Croazia (organizzatore) | Ivan Petrović-Poljak | Pianoforte |       |
| Estonia                 |                      |            |       |
| Germania                |                      |            |       |
| Grecia                  |                      |            |       |
| Malta                   |                      |            |       |
| Norvegia                |                      |            |       |
| Polonia                 |                      |            |       |
| Repubblica Ceca         |                      |            |       |
| Slovenia                | Sebastijan Buda      |            |       |
| Svezia                  | Tekla Nilsson        | Clarinetto |       |
| Ucraina                 |                      |            |       |

## Stati non partecipanti
- Albania: nonostante la partecipazione alla precedente edizione, il paese non ha manifestato interesse a partecipare nel 2020.
- Belgio: nonostante la partecipazione alla precedente edizione, il paese non ha manifestato interesse a partecipare nel 2020.
- Bulgaria: il 4 novembre 2019 BNT ha annunciato che non sarebbe tornata a partecipare nel 2020.[8]
- Danimarca: il 7 novembre 2019 DR ha annunciato che non parteciperà a questa edizione.[9]
- Georgia: il 3 gennaio 2020 GPB ha annunciato che non parteciperà a questa edizione.[10]
- Irlanda: il 5 novembre 2019 RTÉ ha annunciato che non parteciperà a questa edizione.[11]
- Islanda: il 23 dicembre 2019 RÚV ha annunciato che non debutterà in questa edizione.[12]
- Israele: il 13 febbraio 2020 IPBC ha annunciato il ritiro dalla competizione.[13]
- Lettonia: il 13 novembre 2019 LTV ha annunciato che non parteciperà a questa edizione.[14]
- Paesi Bassi: il 6 novembre 2019 NPO ha annunciato che non parteciperà a questa edizione per ragioni economiche.[15]
- Regno Unito: il 24 novembre 2019 BBC ha annunciato il ritiro dalla competizione.[16]
- Russia: nonostante la partecipazione alla precedente edizione, il paese non ha manifestato interesse a partecipare nel 2020.
- San Marino: il 15 febbraio 2020 SMRTV ha annunciato il ritiro dalla competizione.[17]
- Scozia: l'11 novembre 2019 BBC Alba ha annunciato che non debutterà in questa edizione.[18]
- Slovacchia: il 14 novembre 2019 RTVS ha annunciato che non parteciperà a questa edizione.[19]
- Spagna: nonostante un'iniziale manifestazione d'interesse,[20] il paese non tornerà a prendere parte alla competizione.
- Ungheria: nonostante la partecipazione alla precedente edizione, il paese non ha manifestato interesse a partecipare nel 2020.